# Gottfried Langwerth von Simmern
Gottfried Langwerth von Simmern (* 19. Dezember 1669 in Hattenheim; † 19. Juni 1741 in Regensburg) war Administrator, später zusätzlich auch Weihbischof in Regensburg (1717 bis 1741).

## Leben
Gottfried stammte aus dem rheinischen Adelsgeschlecht der Langwerth von Simmern. Er war der Sohn des Georg Christian und der Maria Katharina, eine geborene von Gemmingen. Heinrich Friedrich Karl vom und zum Stein war sein Großneffe.
Da die Familie über Generationen dem Protestantismus angehörte, war der Glaubenswechsel von Gottfried als junger Erwachsener außergewöhnlich. Über das Collegium Germanicum, welches er mit hervorragenden Zensuren abschloss, erhielt er von Papst Innozenz XI. eine Anstellung als Regensburger Domherr zugewiesen. Er empfing am 24. Juni 1698 die Diakonen- und am 29. Juni desselben Jahres die Priesterweihe. Seine Aufgaben lagen in der Bistumsverwaltung, in der er auch Karriere gemacht hat. In seiner Position wurden auch die Auswirkungen des Spanischen Erbfolgekrieges spürbar. Für die minderjährigen Fürstbischöfe Clemens August I. von Bayern und Johann Theodor von Bayern übte er die Administration über das Bistum aus.
Am 10. Mai 1717 wurde er schließlich zum Weihbischof in Regensburg und Titularbischof von Germanicopolis ernannt. Die Bischofsweihe spendete ihm der Erzbischof von Esztergom, Christian August Kardinal von Sachsen-Zeitz am 11. Juli desselben Jahres; Mitkonsekratoren waren Johann Sigmund Zeller von und zu Leibersdorf, Weihbischof in Freising, und Johann Adam Nieberlein, Weihbischof in Eichstätt.
Zu seinen Verdiensten zählt die Sorge um Konvertiten und die Gründung von Waisen- und Armenhäusern. Sein Charakter wird als bescheiden und von innerer Frömmigkeit geprägt geschildert.